# Bruno Piazza
Bruno Piazza (Trieste, 16 dicembre 1889 – Trieste, 31 ottobre 1946) è stato uno scrittore e superstite dell'Olocausto italiano.
Sopravvissuto al campo di sterminio di Birkenau, è stato testimone diretto delle camere a gas.

## Biografia

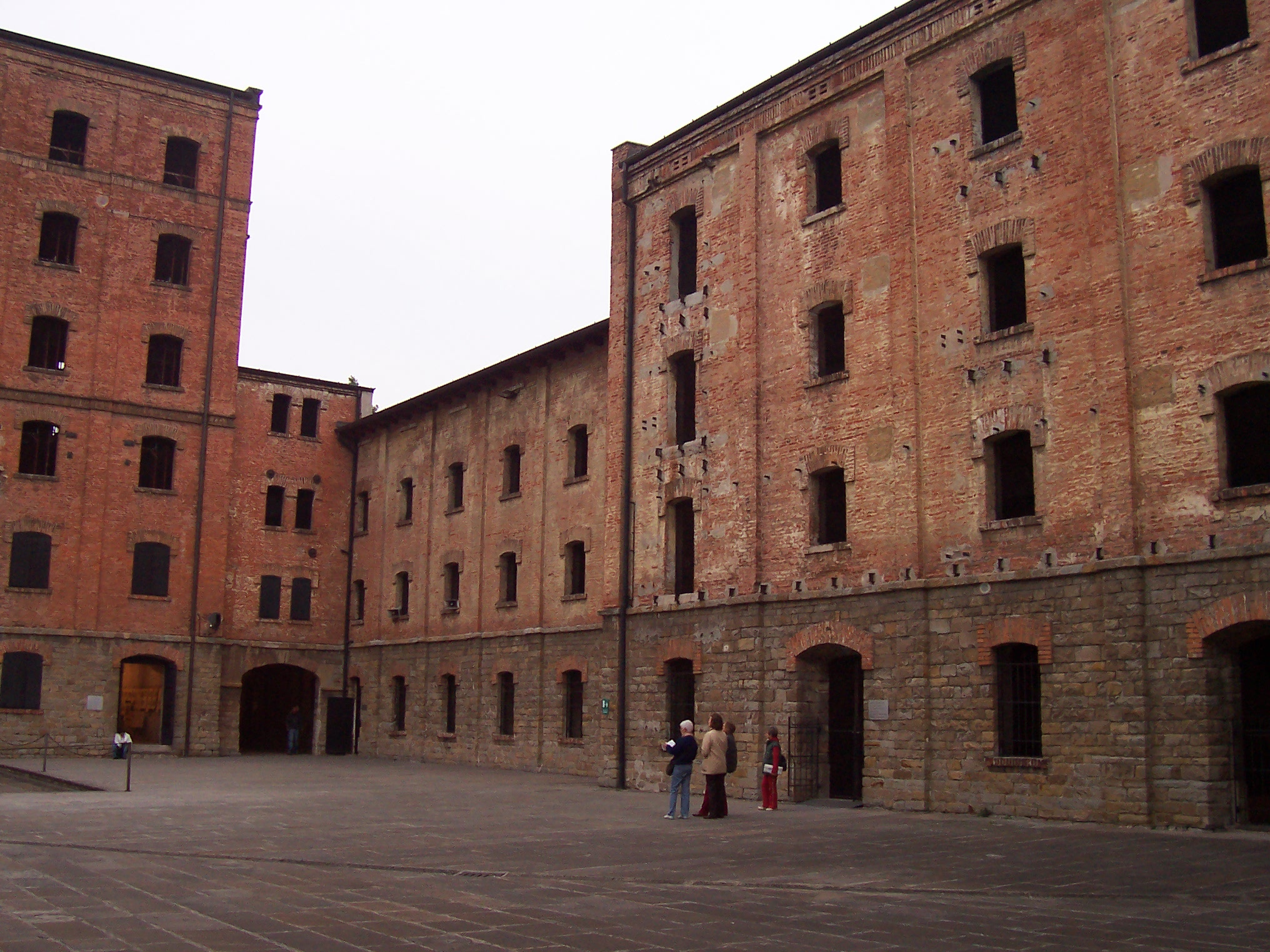
La risiera di San Sabba

Avvocato e giornalista, apparteneva a una famiglia ebraica che si era distinta nella lotta per l'annessione di Trieste all'Italia. Figlio di Giulio Piazza e Olga Frankel, costruì una famiglia con Angela De Job da cui ebbe tre figli. Aveva un fratello minore, Alceo, anch'esso deportato ad Auschwitz. Al contrario del fratello, Alceo non riuscì a sopravvivere.
Bruno Piazza è stato iscritto al Partito Nazionale Fascista dal 1922. Non è stato un oppositore del fascismo. Ha esercitato l'attività di pubblicista e la professione legale con successo, fino al 1938, quando fu radiato dall'albo.
Venne arrestato a Trieste il 13 luglio 1944 con l'accusa di "odiare i tedeschi" e di essere "di razza ebraica". Portato alla Risiera di San Sabba dopo alcuni giorni venne trasferito alle carceri triestine del Coroneo. Il 31 luglio 1944 fu caricato su un convoglio diretto ad Auschwitz dove arrivò dopo tre giorni, ricevette il numero 190712 e venne classificato tra i prigionieri politici; per questo motivo, al contrario di come accadeva a tutti gli ebrei con più di 50 anni, non fu eliminato subito dopo il suo arrivo.

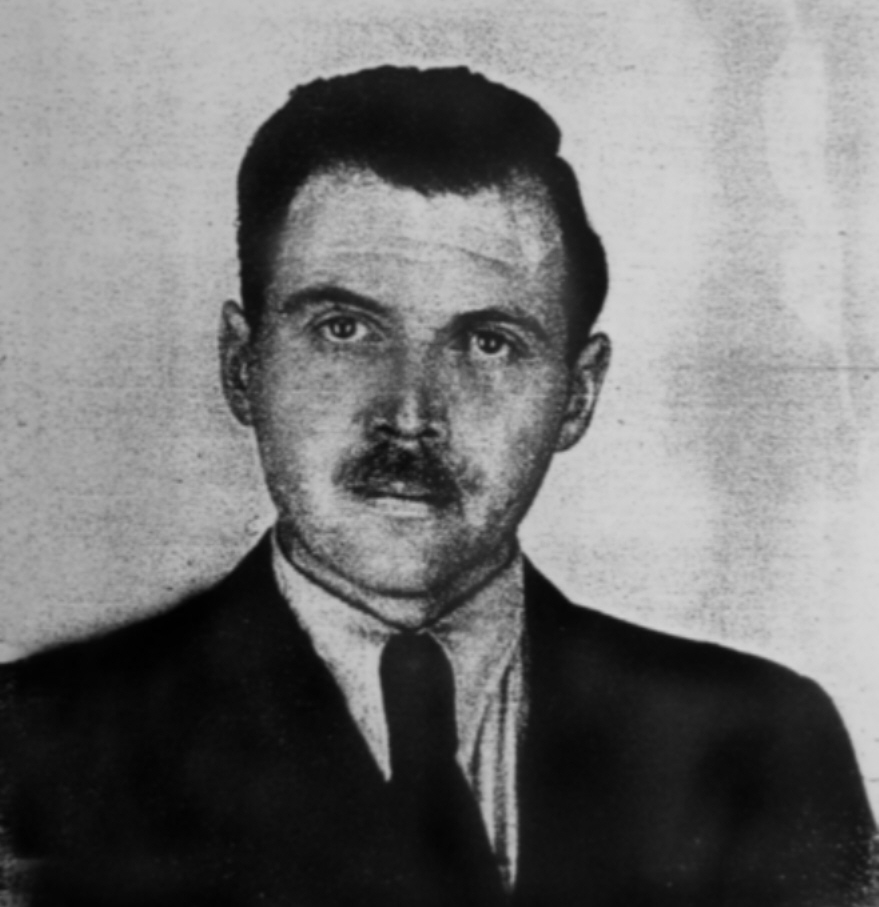
Josef Mengele

Selezionato da Josef Mengele per l'eliminazione il 19 settembre 1944, trascorse un intero giorno insieme a 800 persone stipate nella camera a gas in attesa della morte. All'ultimo momento venne letta una lista di undici persone che dovevano uscire in quanto prigionieri politici o ebrei misti; il suo era l'ultimo nome. Riuscì a sopravvivere ad Auschwitz-Birkenau fino alla liberazione, il 27 gennaio 1945. È con Primo Levi, Remo Jona, Corrado Saralvo e i piccoli Luigi Ferri, Andra e Tatiana Bucci tra i pochi prigionieri italiani presenti nel campo all'arrivo dell'esercito sovietico.
Al suo ritorno a Trieste nel 1945 ritrovò tutti i suoi familiari, fortunosamente salvatisi. Scrisse in sole tre settimane di intenso lavoro tra giugno e luglio di quello stesso anno un libro-documento, lucido e dettagliato resoconto della sua esperienza, intitolato Perché gli altri dimenticano, ma diversi editori si rifiutarono di pubblicarlo. Morì per un attacco di cuore nel 1946. I figli Brunetto e Maria Luisa, dopo dieci anni dalla sua morte, riuscirono a far pubblicare la sua testimonianza, nelle edizioni Feltrinelli.
L'opera di Bruno Piazza fu uno dei primissimi memoriali scritti da deportati ebrei nei campi di sterminio nazisti. Oltre a Bruno Piazza, sette furono i deportati ebrei italiani autori di racconti autobiografici nei primi anni del dopoguerra: Lazzaro Levi alla fine del 1945, Giuliana Fiorentino Tedeschi, Alba Valech Capozzi, Frida Misul e Luciana Nissim Momigliano nel 1946, e infine nel 1947 Primo Levi e Liana Millu. Ad essi vanno aggiunti: Luigi Ferri, la cui deposizione (in tedesco) è resa nell'aprile 1945 di fronte ad uno dei primi tribunali d'inchiesta sui crimini nazisti; e Sofia Schafranov, la cui testimonianza fu raccolta nel 1945 in un libro-intervista di Alberto Cavaliere.La testimonianza di Bruno Piazza fu raccolta nell’ottobre 1945 dall’inviato speciale de La Nuova Stampa di Torino  Antonio Antonucci,  il quale pubblicò ampi  passi del suo memoriale in due articoli intitolati  Il campo della morte, un redivivo racconta e  Sala d’aspetto per il forno crematorio pubblicati rispettivamente il 14 ottobre e il 18 ottobre 1945.

## Opere
- Perché gli altri dimenticano, Coll. Universale economica n. 216, Milano, Feltrinelli, 1956. Quinta ediz.: Feltrinelli, 1995. ISBN 88-07-81327-0.